# Austrosciapus stevensi
Austrosciapus stevensi är en tvåvingeart som beskrevs av Daniel J. Bickel 1994. Austrosciapus stevensi ingår i släktet Austrosciapus och familjen styltflugor. Inga underarter finns listade i Catalogue of Life.